# Daviesia eremaea
Daviesia eremaea är en ärtväxtart som beskrevs av Michael Douglas Crisp. Daviesia eremaea ingår i släktet Daviesia, och familjen ärtväxter. Inga underarter finns listade i Catalogue of Life.